# Kluinbier

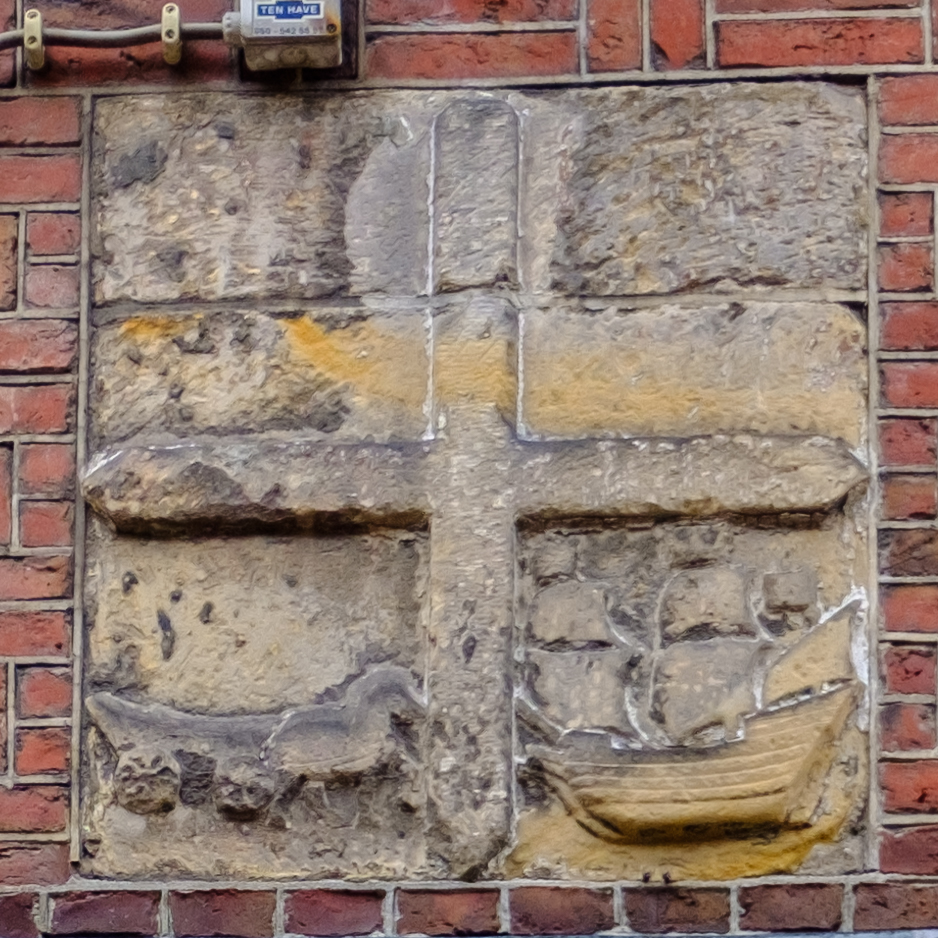
17e-eeuwse gevelsteen van brouwerij Het Witte Kruis waar kluinbier werd gebrouwen. Het schip rechtsonder (een soort kogge) wordt vaak uitgelegd als een 'kluinkof'. Het bevindt zich sinds 1943 in de gevel van Kleine Pelsterstraat 2. De brouwerij zat echter op de hoek met de Herestraat in het wijde deel en was actief tot ongeveer 1771.

Kluinbier (ook wel cluynbier, kluynbier, kloenbier en kluunbier) is een bierstijl die in het Noorden van Nederland erg populair was gedurende minstens vier eeuwen, tot het begin van de 20e eeuw. In eerste instantie was het een bier uit de stad Groningen, maar door de grote populariteit werd het ook elders gebrouwen, zoals in Dokkum en in Franeker. Door de beschikbaarheid van een voorschrift uit het Stadboek van Groningen voor het brouwersgilde uit 1476 (beschikbaar ter inzage in de Groninger Archieven, toegang 1325 Gilden, inv.nr. 84), is bekend dat de samenstelling bestond uit 62,5% gerst, en 37,5% haver, gemeten in volumes mout. Het was daarmee destijds een gerstbier: veelal werd bier in de Lage Landen gebrouwen met veel haver, aangezien gerst in het grootste gedeelte moeilijker te verbouwen was. In het Noorden lag dit anders en was gerst relatief goedkoop. Kluin was daarmee revolutionair voor de Nederlandse biercultuur Het bier heeft ruim 400 jaar bestaan en is daarmee samen met kuitbier Nederlands langstlevende bierstijl.

## Geschiedenis
De eerste uitgebreide beschrijving van het Groningse bier dateert van 1476, uit het Stadboek:
```
   Item dit bovengsr. naste articul, als van man eens Terweke to brouwen en niet meer dan
   24 mudde dit salmen alsoo holden int brouwen to wetende datmen sal brouwen vijftijn mudde garste
   en negen mudde Haver en hijr af niet meer beers to maken dan 24 Tonnen, en dat soo na Advenant
   dalewaert an mate van koorn en biere, en not dat Brouwelick geen Twijerhande Bier to maken
   en men salde worte starck zieden laten vijfujren Lanck
```

Met deze samenstelling mocht een standaard bier worden gemaakt (Principael bier), een dubbel voor feesten en partijen, en een dun bier. Voor een standaard bier werden 24 tonnen bier gemaakt van 24 mud graan, voor een dubbel werden van dezelfde hoeveelheid graan 20 tonnen gemaakt. Voor het dun bier mocht van 12 mud 24 tonnen worden gebrouwen. Er was, anders dan normaal bij bier uit deze tijd, geen sprake van een zogenaamde tweede afloop die voor het dunne bier werd gebruikt.
In 1558 was hetzelfde voorschrift nog immer van kracht, blijkens een notitie in het Diarium van Alting:
```
   Saterdach 15 Januarii 1558.
   ...
   B. ende R. mitsampt de S. M. ende Β. v. d. g. hebben den samptlyken brouweren
   laten inseggen, dat se sich beyder wegen sullen allenthalven reguleren ende holden
   na de twe puncten des stadtboekes, tho wetende van alleene 24 mudde des weekes
   tho brouwen ende oeck neet tho tappen ende brouwen thoghelijke
```

Het voorschrift heeft dan al zo'n tachtig jaar standgehouden. In een latere ordonnantie uit 1562 wordt enigszins meer flexibiliteit gehanteerd: in plaats van gerst mag ook een gedeelte tarwe worden gebruikt. Haver echter, blijft maximaal een derde van de stort. De regel geldt slechts voor de duur van 1 jaar; mogelijk door schaarste van gerst. Ook mag 36 mud worden verwerkt per week. Volgens diezelfde ordonnantie mogen er twee verschillende bieren worden gemaakt: rode en witte. Onduidelijk is hoe het verschil gemaakt werd. In 1569 lezen we nog eens in het Diarium:
```
   Oeck is verordnet, dat de brouweren binnen deser stadt sullen nae desen dage
   twe deell garste ende een deell haver inslaen ende hoere bieren daervan brouwen,
   doch nemant hiirmit benomen, oeck minner haver tijdtlicx tho verbrouwen.
```

Waarmee de verhoudingen slechts marginaal anders zijn. In 1584 schrijft Alting het volgende:
```
   Dinxsdach 13 Novembris 1584.
   Swoerne Meente, bouwmesteren ende olderman van de ghylden. Van brouwer
   ordinantie; deselve verlesen ende voer guet ingesehen; noch woe voermaels mar
   twyerleye bieren te brouwen ende van 36 mudde eens of telckens 18 twye ter
   weecke ende van 36 mud garstemolt 30 tonnen bier, 2 mud haver tegens 1 mud
   garst; dartho 4 mud pure hoppe ende geen ander kruyt in plaets van hop tge-
   brukende; van cleen oft dicke bier verscheyden brouwers te sullen zijn. Reliqua
   post.
```

De brouwgrootte is dus weer aangepast naar 36 mud, en de verhoudingen haver/gerst zijn verschoven naar 2:1. Voor het eerst wordt ook vermeld hoeveel hop moet worden gebruikt. Ook is er weer sprake van twee biersoorten.
In 1585 is er weer sprake van 24 mud. De ordonnanties voor 36 mud (en twee soorten bier) lijken dus steeds een afwijking van de norm voor korte tijd. Het is aannemelijk dat het gebod uit 1476 nog steeds van kracht is.
In een veel latere resolutie van 17 december 1789, opgemaakt op 14 april 1790 lezen we nog dat 
Groninger brouwers nu andere bieren mogen maken dan Kluin, als aanvulling op de resolutie van 10 december 1681. Een goede reden om aan te nemen dat het basis recept van Kluin dus al 200 jaar overeind stond.
Vanaf begin jaren 1980 - met de voorzichtige wederopstanding van kleine brouwerijen in Nederland - kwam er ook weer een Kluin op de markt, namens Brouwerij Noorderzon. Deze brouwerij was slechts een leven van twee jaar beschoren. Vanaf 1992 werd er weer een Kluin gebrouwen door de Brouwerij Sint Martinus. De productie van dit bier werd in 1995 gestaakt. Hetzelfde lot onderging de Kluin van Vechter. In 2020 begon een Groningse brouwer weer deze bierstijl te maken, namelijk brouwerij Vandenbroek. Echter zijn ze vanwege de beperkte vraag ook gestopt met het brouwen van Kluinbier

## Naam
De eerste vermeldingen van de naam Kluin in bestuurlijke documenten te Groningen dateren vooralsnog uit begin 1600. De eerste bekende bron is een ordonnantie van 23 november 1601; een verbod op het tappen van dubbele Kluin in stad en land. In Friesland zijn vroegere vermeldingen bekend, maar vooralsnog slechts uit secundaire bronnen. In een artikel in de Leeuwarder Courant uit 1914 staat vermeld dat bij de intocht van Graaf Albrecht van Saksen in 1499 te Franeker, gratis ingebrouwen Kluin werd uitgedeeld. Een andere interessante bron is de inschrijving op 4 januari 1606 van een zekere uit Leeuwarden afkomstige Jetse Jansen Cluinebrouwer in Dokkum, in het Burgerboek.
Nog iets later in het Gedenkboek der Hoogeschool te Groningen, in de 
notulen van de vergadering van de Akademische Senaat van de Hoogeschool van Groningen:
En toch zie ik in de Acta van 1 Dec. 1619, dat vier studenten, een 'schrijver' en een 'friesche schipper' van twee tot elf uur 'omtrent 30 croesen so ingels bier als cluin gedroncken hadden'
Bij de inwijding van de grote klok van Noorddijk, gegoten in 1660, dronken de klokluiders naar verluidt vier halve tonnen kluin (bier) voor 16 Gl. en 10 st.
Een zeer noemenswaardige vermelding van de naam is een inscriptie op de Gildestaf van het herbergiersgilde te Groningen. Op deze staf, die dateert uit 1670, is in 1697 een inscriptie aangbracht:
De Kluyn verheught den man en maeckt soldaten sterck. Maeckt vree daer quaestie is en geeft den vijand werck
De staf is in bezit van het Groninger Museum, onder inventarisnummer 0000.1036.
De aard van de vermeldingen duidt er op dat de naam al veel eerder in zwang moet zijn geweest. In eerder eeuwen werd al wel gesproken over Groninger bier, bijvoorbeeld in:
```
   Ende selven beer browet ende tappet, de salt geven alst in Groningen gelt. Ende so salmen de kanne dat Groninger beer de kanne
   een grote kenen hoger geven dan dat inbrowen beer inden lande, ende anders niet to vorcopen, bij vijff to broke, so vake als dat  
   vorschenen wort.
```

Ook in een verzoekschrift van het brouwersgilde aan burgemeesters en raad om afspraken te maken met de Ommelanden over de heffing van accijnzen op wijnen en vreemde bieren, uit Augustus 1541, wordt reeds gesproken over 'Groninger bier'.
De oudste verwijzing naar 'Groninger bier' echter, is een oorkonde uit 18 oktober 1371 van de abten van Aduard, Oldeklooster in de Marne, van Rottum en van Selwerd. Daarin geven de abten o.a. een verordening over het beoordelen van Groninger en ander bier.
De precieze herkomst van de naam is niet bekend. Wel is opmerkelijk dat de term 'kluyn' ook werd gebruikt voor 'gebaggerde turf' . Mogelijk is er een verband tussen beide, gezien de zwarte kleur en drabbige consistentie van zowel gebaggerde turf als Kluin.

## Kenmerken van het bier

### Sterkte
Uitgangspunt voor de kenmerken van Kluin is de verordening van 1476. De in dit voorschrift genoemde mud was ongetwijfeld de Groningse mud, bestaande uit 4 schepel van ruim 22 liter elk, ofwel ca. 90 liter (De schepel is bewaard gebleven in het Groninger Museum, en ter voorbereiding op de invoering van het Metriek Stelsel gemeten door H. Aeneae). Ook de tonnen worden ook expliciet genoemd in de verordening uit 1476: het bier mag alleen worden verpakt in 'Smalle' tonnen, ofwel haringtonnen. Hiermee wordt vermoedelijk verwezen naar de Rostocker harington van ca. 121 liter.
Het exacte soortelijke gewicht van gerst en haver is niet bekend uit die periode. Voor gerstemout hanteren we een soortelijk gewicht van 44 kilo/hectoliter volgens. Deze visie wordt ondersteund door bronnen als Doursther (1839) en Hooghvliet (1768).
Voor haver ligt de zaak iets complexer. Groningen was befaamd om zijn dikke haver. Verschillende bronnen maken gewag van
soortelijke gewichten van rond de 50 kg/hl. In Lacambre 1851 wordt vermeld dat brouwhaver 49/51 kg/hl weegt.
In een Duits boek over Nederland staat dat de Groningse brouwhaver 80 pond per zak weegt, terwijl de 'normale' haver slechts 70 pond per zak weegt. Deze verhouding toegepast op de 43 kg/hl die wordt gehanteerd in, komt neer op ca. 49 kg/hl.
We nemen voor haver een waarde van 50 kg/hl, voor gemoute derhalve haver 41.5 (Omrekening volgens gegevens van Dingemans en Weyermann mouterijen, zoals gehanteerd in).
Met deze waarden qua soortelijk gewicht komen we uit op een stort van 594 kilo gerstemout en 336 kilo gemoute haver, ofwel een totaal stort van 930 kilo op een ca. 2894 liter, ofwel 32 kilo per hectoliter. Daarmee zal, gezien de toenmalige rendementen qua graan en uitgaande van een brouwzaalrendement van 80%, maximaal een zwaarte van zo'n 14.5 graden Plato zijn gehaald. Het alcohol percentage (volume) kan hooguit 4% procent zijn geweest, uitgaande van een schijnbare vergistingsgraad van 50% die voor die tijd aannemelijk is. Dit is in lijn met overige ('enkele') bieren uit die tijd. Het dubbele bier zal tegen de 5% zijn geweest.

### Hop
Over de hoeveelheid hop wordt in de oorspronkelijke verordening van 1476 niet gesproken. In de latere ordonnatie uit 1584 wordt aangegeven dat op 36 mud graan, 4 mud hop moest worden gebruikt. In veel latere werken is te lezen dat er voldoende moest worden toegevoegd voor een pittige smaak, maar het ontbreekt in deze publicaties aan verwijzingen naar de bron van deze informatie.
De mud hop was hoogst waarschijnlijk ook de Groningse mud, ca. 90 liter. In Groningen werd slechts één (mud)maat gebruikt voor droge handelswaar. Rest de omrekening naar gewicht, om te bepalen wat de bitterheid kan zijn geweest.
Een mogelijke omrekening verkrijgen we via een omweg, uit het boekje van vander Gucht (Cijferbouck) uit 1569:
```
   1 Delftse hoed = 9 Utrechtse mud voor hop
   1   "   "      = 7.5 mud te Amersfoort
   1   "   "      = 1 Schippond te Heusden van 100 pond
```

Mogelijk is de laatste regel foutief overgenomen uit eerdere bronnen: een schippond was overal 300 pond. De 100 pond klopt wel: deze komt ook voor in oude door Heeringa geraadpleegde bronnen.
1 Delftse hoed was ca. 1100 liter, een Utrechtse mud voor hop was 123 liter, dit lijkt redelijk overeen te komen. Het pond te Heusden was het Amsterdamse pond, omgerekend 494 gram. Hiermee kom je op een soortelijk gewicht voor hop van ca. 4.5 kilo per hectoliter.
Een andere omrekening is volgens Herman Jansz Muller, Tresoir van de maten:
```
   Mate van de hoppe.
   Een hoeveelheid hop van een schippond te Amsterdam van 300 pond maakt:
   ...
   Utrecht 13 mudden
   Amersfoort 9 mudden
```

Een schippond was dus 148 kilo hop, en gelijk aan 13 Utrechtse mudden, ofwel 1599 liter. Dat betekent een hop maat van zo'n 9.4 kg/hl. Er zit veel verschil in beide omrekeningen. Het verschil kan worden veroorzaakt door twee verschillende verpakkingswijzen van hop in die tijd: getreden (aangestampt) en ongetreden. Een andere verklaring is dat een van beide bronnen (of zelfs beiden) niet klopt. De koopmansboekjes bevatten redelijk wat fouten.
Uit een latere periode hebben we nog een andere omrekening. In een brief uit 1839 aan de Gouverneur van Drenthe door burgemeester Kymmell van Peize, beschrijft hij de huidige toestand van de hopteelt:
Wanneer men nu in aanmerking neemt dat de bunder gemiddeld 48 oude mudden ieder van 3 Ned. ponden kan opbrengen...
Dat zou betekenen dat een hectoliter hop zo'n 3.3 kilo zou wegen (N.B. bij de invoering van het metrieke stelsel in 1820 werd het Nederlandse pond op 1 kilo gesteld!). Groningen betrok zijn hop uit Peize, dus het lijkt veilig de Peizer omrekening aan te nemen.
Een Groningse Mud was dus 3 kilo. Op 36 mud graan moest 4 mud hop worden gebruikt, voor 30 tonnen bier, volgens het voorschrift uit 1584. Waarschijnlijk gaat het hier inmiddels over grotere tonnen, aangezien er minder tonnen per mud worden gemaakt. Dat zou dan de ton van 155 liter zijn, die inmiddels in zwang was. Voor een brouwsel van 30 tonnen, ofwel 4650 liter, werd in dat geval 12 kilo hop gebruikt, wat neer komt op 260 gram/hectoliter.
Onbekend is de bitterheid die de hop destijds bijdroeg aan het bier. Oude rassen zoals Saaz en Hallertau Mittelfrüh hebben tegenwoordig een alfazuur percentage van tussen de 3 en 6 procent. Uitgaande van een voorzichtige schatting van 4%, zou een Kluin daarmee een bitterheid hebben gehad van rond de 26 EBU.

### Uiterlijk en smaak
De kooktijd wordt in het oorspronkelijke voorschrift nog expliciet benoemd als zijnde vijf uren, waarmee het bier een stuk donkerder van kleur was dan de stort zou doen vermoeden en veel smaak invloed zal hebben gehad van Maillard-effecten.
Een beschrijving van Kluin komen we pas tegen in 1661, geschreven door Martinus Schoockius, werkzaam aan de Academie van Groningen, in zijn Liber de Cervisia. De hoogleraar beschrijft het bier als te gebrand, zwartig en van stevige consistentie, vrijwel draderig. Het viel bij hem overduidelijk niet in de smaak: aan het slot van zijn verhandeling over Clunia, ofwel Kluin, vermeldt hij nog dat ondanks een verblijf in Groningen van twintig jaar, hij het nooit heeft leren drinken.
Een veel latere advertentie uit 1878 laat zien dat het bier in elk geval donker van kleur was: het bier wordt aangeprezen als 'Enkel- en dubbel bruin winterbier'.

## Wetenswaardigheden
De Groningse brouwerijen stonden veelal aan het Hoge der A. Deze plaats was gekozen omdat men het water uit de A betrok. Een van de brouwerijen is opgeknapt tot het huidige café De Sleutel. Aan de gevel zit nog een tonnetje als uithangbord.
Kluin was erg populair in Noord-Nederland. Als er een snik uit de stad vertrok, had het vaak enkele tonnen kluinbier aan boord. Dit was zo gewoon, dat deze schepen zelfs 'Kluunskip' werden genoemd (zie citaat).
Het bier werd geëxporteerd, met name naar Friesland en de Zuiderzeekust van Holland.
Kluin stond er om bekend dat het koppig was. Er zijn her en der uitingen te vinden die gewag maken van de relatie tussen het bier en moeilijk lopen, zoals:
Maar het beroemdste bier in het noorden van Nederland was oudtijds, en nog voor vijftig jaren, het Groninger kluunbier. Nog heden draagt het veerschip van Groningen op Leeuwarden in laatstgenoemde stad algemeen den naam van Kluunskip, omdat het oudtijds dat beroemde bier meebracht. En als iemand, door veel van dat kluunbier te drinken, op zijn ouden dag podagra of 't pootje' kreeg, dan zei men in Friesland: hij het ’n kluunskonk (skonk, friesch voor been).
en:
Domeny suchte: Dat kluunbier! dat kluunbier!
En die klassikale en synodale vergaderîngen, dîe doon 
ook geen goed aan uw been, domeny, sei dokterom.
Mogelijk is het Friese Klunen hiervan afgeleid.
Kluinbier was het ingrediënt voor het maken van heet bier (of: 'hait bier' op z'n Gronings). Dit bier was in de winter populair, met name bij het schaatsen. Het werd bereid met o.a. kruiden, eieren en brandewijn. Ook in de Friese variant, boerenkoffie, werd kluinbier als basis gebruikt.